# Cannet
Cannet (gaskognisch: Canet) ist eine Ortschaft und eine Commune déléguée in der französischen Gemeinde Riscle mit 326 Einwohnern (Stand 1. Januar 2022) im Département Gers in der Region Okzitanien (zuvor Midi-Pyrénées).

## Geografie
Cannet liegt rund 21 Kilometer südöstlich der Kleinstadt Aire-sur-l’Adour im Westen des Départements Gers an der Grenze zum Département Hautes-Pyrénées. Es gehört zum Weinbaugebiet Madiran. Die wichtigsten Gewässer sind der Bach Boscassé sowie mehrere Teiche. Wichtigste überregionale Verkehrsverbindung ist die wenige Kilometer westlich der Gemeinde verlaufende Autoroute A65 (Teil der Europastraße 7). Die nächstgelegenen Bushaltestellen sind in Cahuzac-sur-Adour und Castelnau-Rivière-Basse (Buslinie 940 Mont-de-Marsan – Aire-sur-l’Adour – Tarbes). 
Umgeben wurde die Gemeinde Cannet von den Nachbargemeinden Riscle im Norden, Cahuzac-sur-Adour im Nordosten, Goux im Osten, Saint-Lanne (im Département Hautes-Pyrénées) im Süden sowie Maumusson-Laguian im Westen. 

## Geschichte
Cannet lag in der Gascogne und gehörte dort zur Region Rivière-Basse. Von 1793 bis 1801 gehörte die Gemeinde Cannet zum Distrikt Nogaro und zum Kanton Riscle. Von 1801 bis 2015 war sie dem Wahlkreis (Kanton) Plaisance zugeteilt.
Die Gemeinde Cannet wurde am 1. Januar 2019 mit Riscle zur Commune nouvelle Riscle zusammengeschlossen. Sie gehörte zum Arrondissement Mirande und zum Kanton Adour-Gersoise.

## Bevölkerungsentwicklung
| Jahr                       | 1962 | 1968 | 1975 | 1982 | 1990 | 1999 | 2006 | 2017 |
| Einwohner                  | 91   | 67   | 63   | 58   | 53   | 55   | 52   | 55   |
| Quellen: Cassini und INSEE |      |      |      |      |      |      |      |      |

## Sehenswürdigkeiten
- Kirche Saint-Étienne
- mehrere Kreuze und Wegkreuze
- Statue Notre-Dame de Lourdes aus dem Jahr 1880
- Denkmal für die Gefallenen

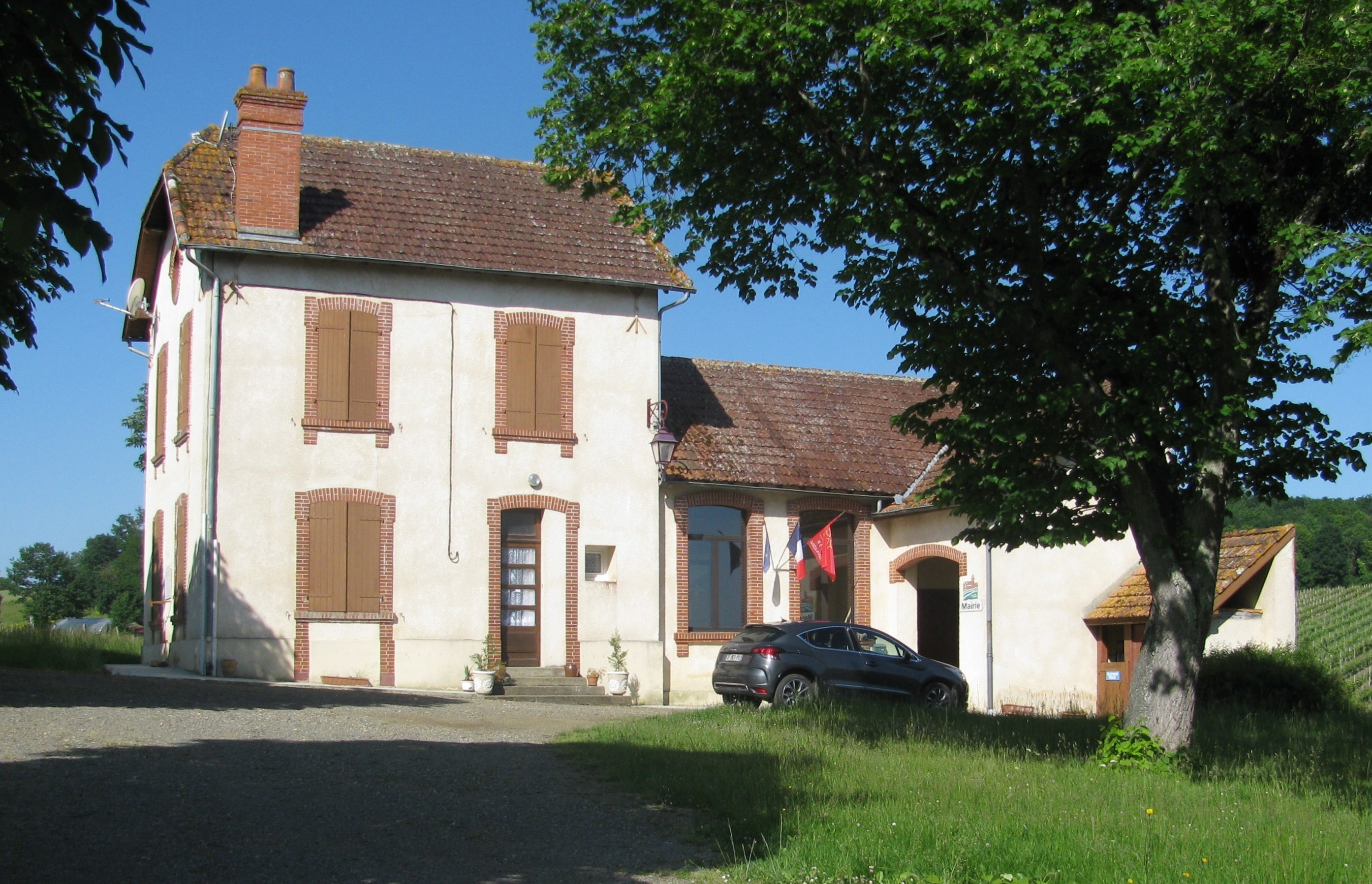
Mairie (Rathaus) von Cannet
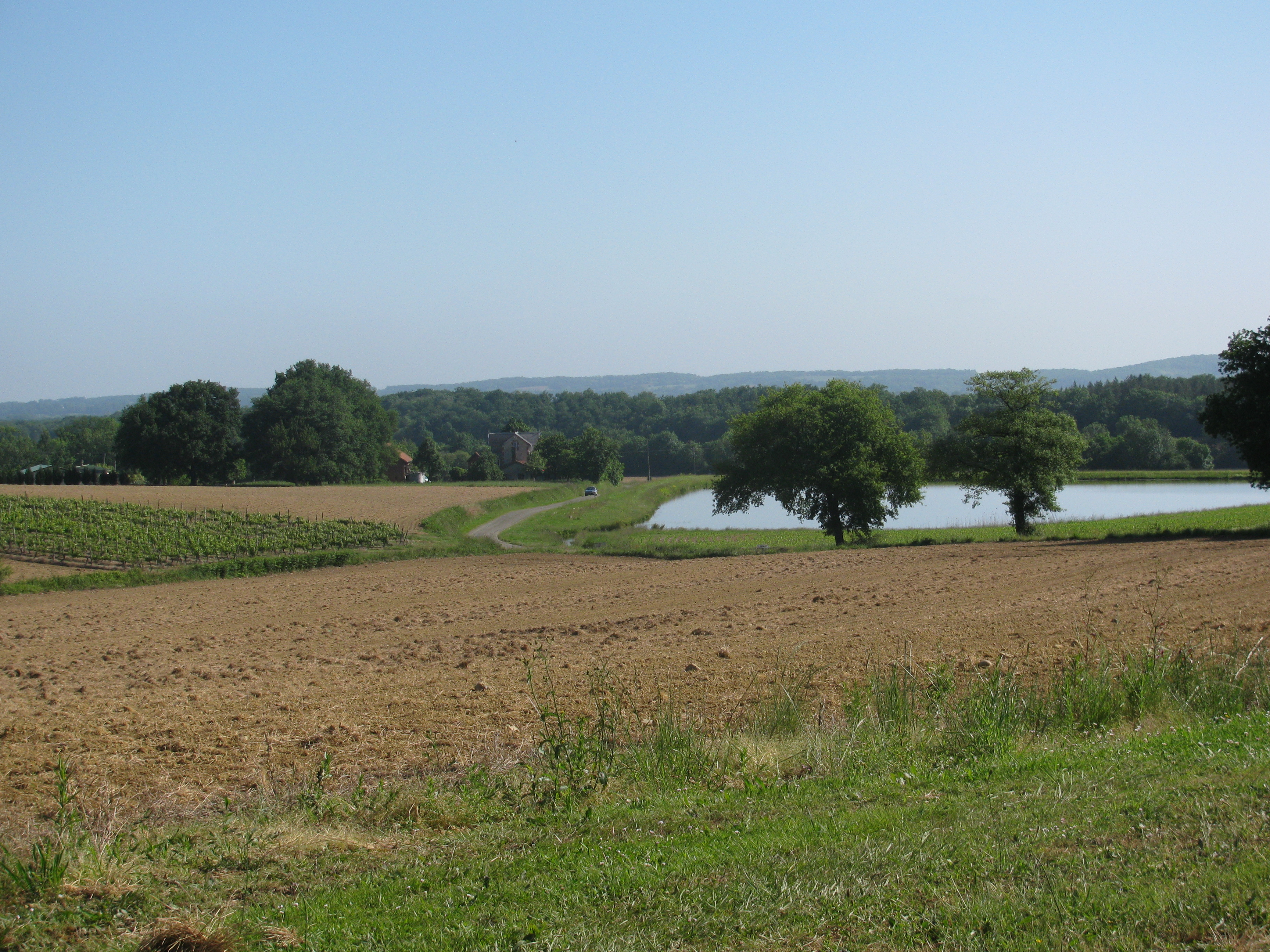
Landschaft bei Cannet
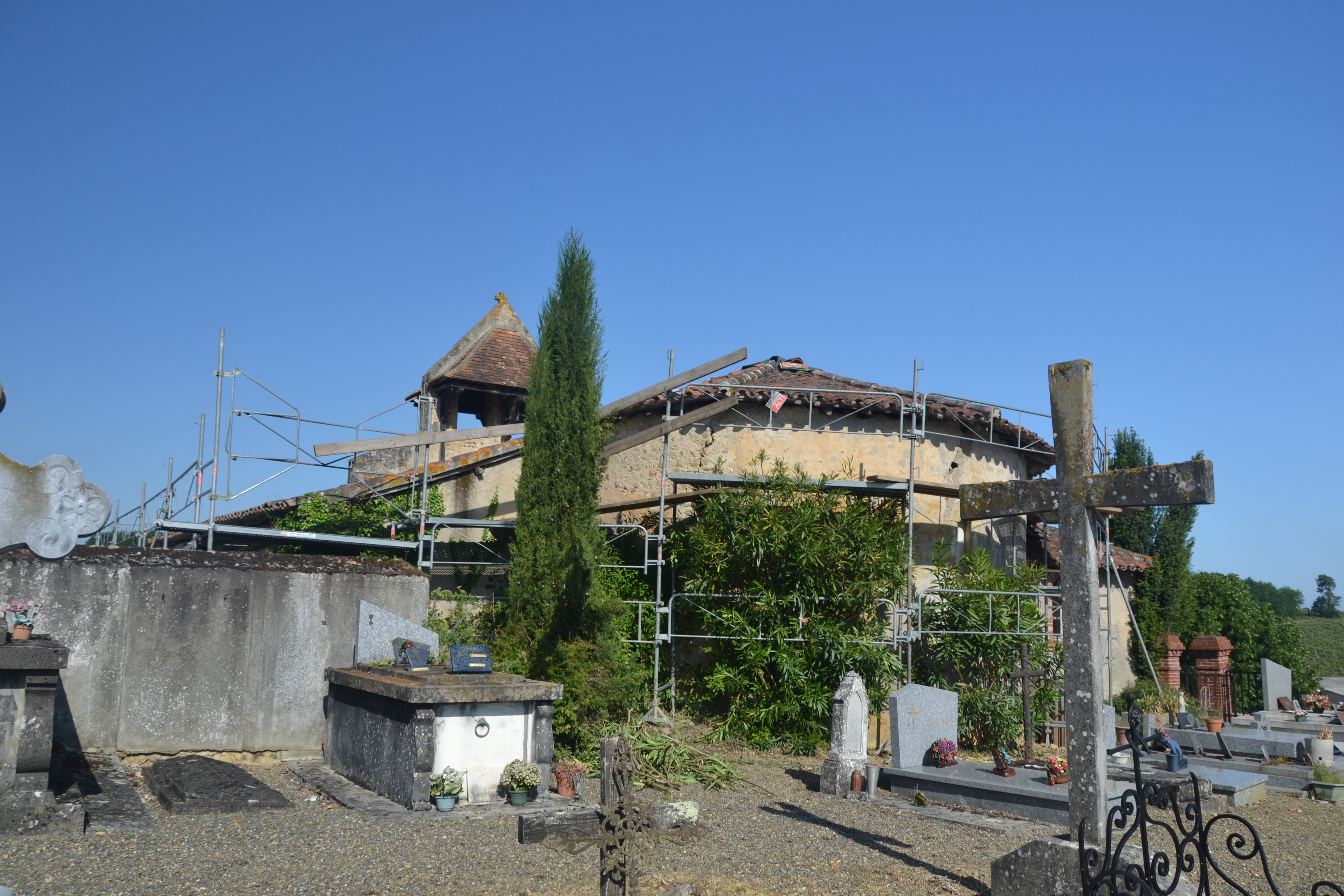
Kirche Saint-Étienne
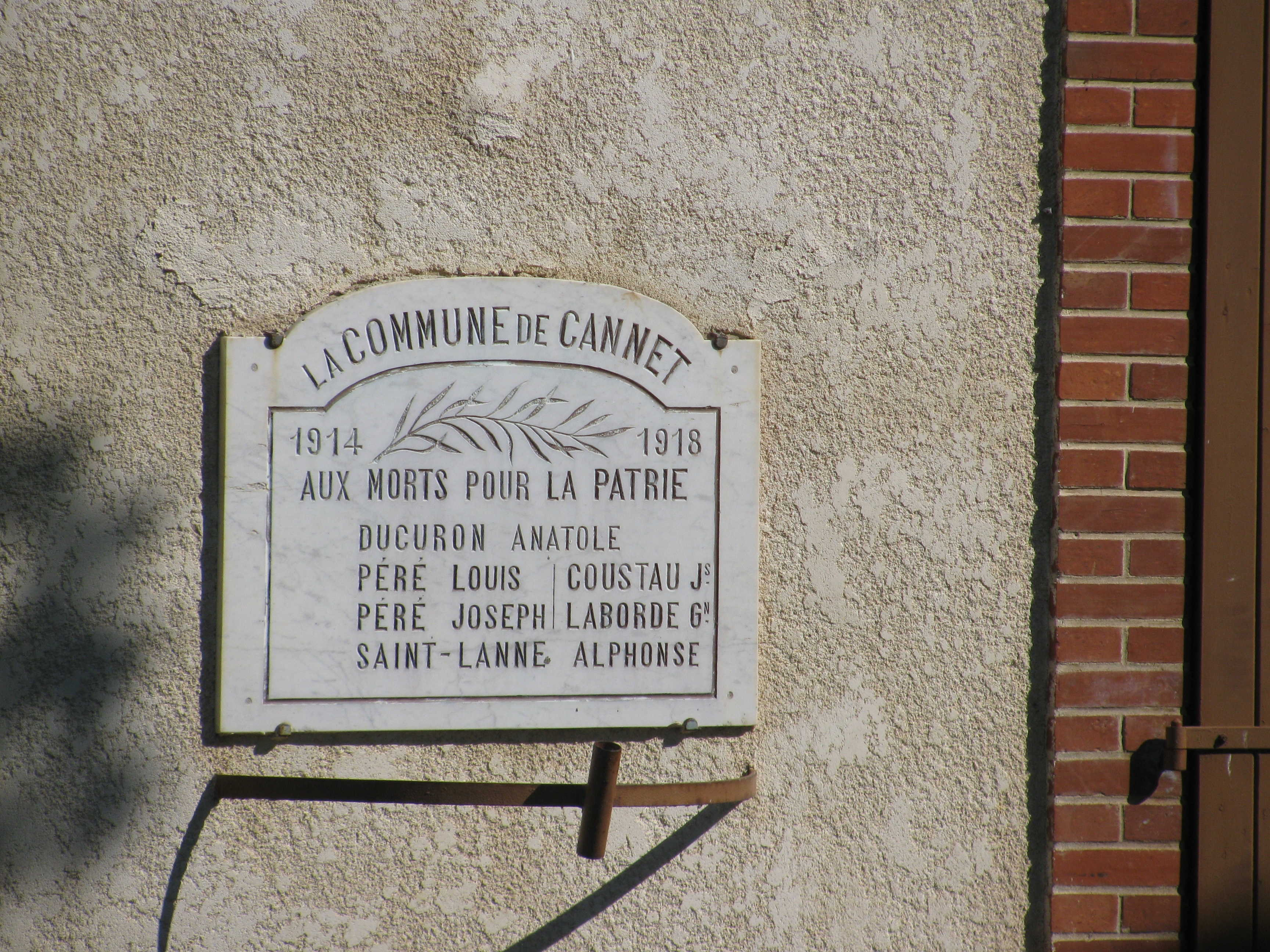
Denkmal für die Gefallenen

## Weinbau
Die Reben im Ort gehören zum Weinbaugebiet Béarn.